# Konispol
Konispol (görögül: Κονίσπολι / Koníszpoli) település Albánia délnyugati csücskében, a görög határ közelében, Saranda kerületben. Lakossága mintegy 1300 fő (2007, becslés). A Butrinti-tó közelében lévő település görög nemzetiségű lakói földművesek, szőlőtermesztők, illetve Görögországban végeznek mezőgazdasági és építőipari idénymunkát. A városban van egy ortodox templom, egy mecset, és több nagyobb 18–19. századi polgári lakóház. 1989-ben a közelben egy nagyobb barlangot fedeztek fel (Shpella e Kërçmoit, a nemzetközi szakirodalomban Konispol Cave / konispoli barlang), amely a paleolitikumban, majd a réz- és a bronzkor folyamán is emberi lakóhelyül szolgált.